# Gunungiella chotrimchi
Gunungiella chotrimchi är en nattsländeart som beskrevs av Schmid 1968. Gunungiella chotrimchi ingår i släktet Gunungiella och familjen stengömmenattsländor. Inga underarter finns listade i Catalogue of Life.